# Queen of FCW
Il Queen of FCW, noto anche come FCW Queen of Florida, è stato un titolo di wrestling femminile di proprietà della Florida Championship Wrestling.
Il riconoscimento aveva la particolarità di non essere rappresentato da una cintura, bensì da una corona con cui veniva insignita la detentrice.

## Storia
La creazione del titolo risale al 5 febbraio 2009, al termine di un torneo vinto da Angela Fong.
Il 15 dicembre 2011 è stato disattivato in seguito all'unificazione con l'FCW Divas Championship da parte di Shaul Guerrero.

## Albo d'oro
| # | Lottatrice     | Regno | Data             | Giorni | Località  | Evento             | Note                                              |
| - | -------------- | ----- | ---------------- | ------ | --------- | ------------------ | ------------------------------------------------- |
| 1 | Angela Fong    | 1     | 5 febbraio 2009  | 210    | Tampa, FL | FCW                | Ha sconfitto Alicia Fox nella finale di un torneo |
| 2 | Serena Deeb    | 1     | 3 settembre 2009 | 154    | Tampa, FL | FCW                |                                                   |
| 3 | AJ Lee         | 1     | 4 febbraio 2010  | 287    | Tampa, FL | FCW                |                                                   |
| 4 | Rosa Mendes    | 1     | 18 novembre 2010 | 77     | Tampa, FL | FCW                |                                                   |
| 5 | Aksana         | 1     | 3 febbraio 2011  | 287    | Tampa, FL | March of Champions |                                                   |
| 6 | Shaul Guerrero | 1     | 17 novembre 2011 | 119    | Tampa, FL | FCW                |                                                   |
| — | Disattivato    | —     | 15 marzo 2012    | —      | Tampa, FL | FCW                | Titolo unificato all'FCW Divas Championship       |